# خندق سوندا

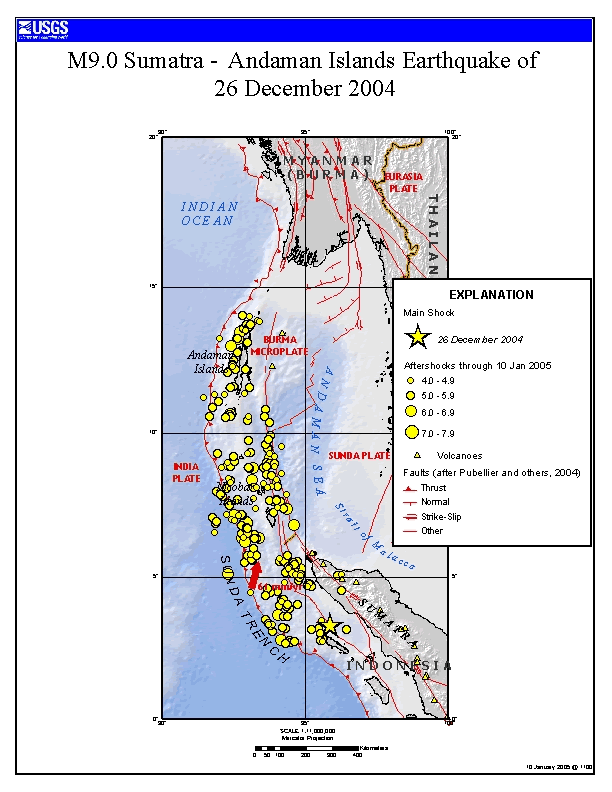
خريطة توضح نشاط الزلازل بالقرب من خندق جاوة في وقت زلزال المحيط الهندي عام 2004. من إعداد هيئة المسح الجيولوجي الأمريكية.

خندق سوندا كان يعرف سابقًا باسم خندق جاوة هو خندق محيطي يقع في المحيط الهندي بالقرب من سومطرة، حيث تشكلت صفائح الجدي الأسترالي تحت جزء من الصفيحة الأوراسية. يبلغ طوله 3.200 كيلومتر (2.000 ميل) ويبلغ أقصى عمق له 23.920 قدمًا (7.290 مترًا). أقصى عمق له هو أعمق نقطة في المحيط الهندي. يمتد الخندق من جزر سوندا الصغرى بعد جاوة، حول الساحل الجنوبي لسومطرة إلى جزر أندمان، ويشكل الحدود بين الصفيحة الهندية الأسترالية والصفيحة الأوراسية (وبشكل أكثر تحديدًا، صحيفة سندا). يعتبر الخندق جزءًا من حلقة النار في المحيط الهادئ بالإضافة إلى حلقة من الخنادق المحيطية حول الحواف الشمالية للوحة الأسترالية.
في عام 2005 وجد العلماء أدلة على أن نشاط زلزال 2004 في منطقة خندق جاوة يمكن أن يؤدي إلى مزيد من التحول الكارثي في غضون فترة زمنية قصيرة نسبيًا، ربما أقل من عقد من الزمن. وقد أدى هذا التهديد إلى اتفاقات دولية لإنشاء نظام للإنذار بأمواج تسونامي على طول ساحل المحيط الهندي.

## مميزات
لنحو نصف طولها قبالة سومطرة، يتم تقسيمها إلى حوضين متوازيين بواسطة سلسلة تحت الماء، ويتم ملء جزء كبير من الخندق جزئيًا على الأقل بالرواسب. أظهرت التخطيطات التي أعقبت زلزال المحيط الهندي عام 2004 لحدود الألواح تشابهًا مع كابلات الجسر المعلقة، مع القمم والفتحات، مما يدل على الهشاشة والأعطال المقفلة، بدلاً من الشكل الإسفين التقليدي المتوقع.

## الاستكشاف
حدث بعض الاستكشاف المبكر للخندق في أواخر الخمسينات عندما قام روبرت فيشر عالم الجيولوجيا في معهد سكريبس لعلوم المحيطات، بالتحقيق في الخندق كجزء من استكشاف ميداني علمي عالمي لقاع المحيط في العالم وبنية القشرة شبه المحيطية. كانت السبر بالقنابل وتحليل قطار الصدى ومقياس الضغط بعض التقنيات المستخدمة لتحديد عمق الخندق. ساهم البحث في فهم خاصية الاندساس في هوامش المحيط الهادئ. استكشفت وكالات مختلفة الخندق في أعقاب زلزال عام 2004، وكشفت هذه الاستكشافات عن تغيرات واسعة النطاق في قاع المحيط.

## الزلازل المصاحبة
يرتبط غرس الصفيحة الهندية الأسترالية تحت كتلة من الصفيحة الأوراسية بالعديد من الزلازل. العديد من هذه الزلازل ملحوظة بحجمها، وتسبب في بعض الأحيان موجات من التسونامي المرتبطة بهذه الزلازل، ونتيجة لذلك فإن عدد الوفيات التي تسببت فيها كبيرة جدًا.